# Der Gauner und der liebe Gott
Der Gauner und der liebe Gott è un film del 1960 diretto da Axel von Ambesser.

## Riconoscimenti
- 1961 – Festival internazionale del cinema di San Sebastián
  - Concha de Plata al miglior attore a Gert Fröbe